# Alexander Nikolajewitsch Bochanow
Alexander Nikolajewitsch Bochanow (russisch Александр Николаевич Боханов, wiss. Transliteration Aleksandr Nikolaevič Bochanov; geb. 30. Mai 1944 in Nowobratzewo, Oblast Moskau, RSFSR, UdSSR; gest. 14. Mai 2019 in Moskau, Russland) war ein sowjetischer und russischer Historiker und Historiograf, ein Spezialist für die Geschichte Russlands im 19. und frühen 20. Jahrhundert.

## Leben
Alexander Bochanow wurde 1944 geboren. 1971 schloss er sein Studium an der Fakultät für Geschichte der Staatlichen Lomonossow-Universität Moskau ab, wurde später Doktor der Geschichtswissenschaften (1993), und arbeitete als leitender Forscher am Institut für Russische Geschichte der Russischen Akademie der Wissenschaften.
Bochanow ist vor allem für seine biographischen Werke bekannt. Seine Biografie Zar Alexander III. (Imperator Alexander III / Император Александр III) steht auf der Liste der „100 Bücher“, die das Ministerium für Bildung und Wissenschaft der Russischen Föderation den Schulkindern für das selbständige Lesen empfohlen hat.
Zu Beginn seiner wissenschaftlichen Tätigkeit vertrat er den offiziellen Standpunkt und stand in seinen Ansichten der linken Ideologie des Historikers P. A. Sajontschkowski (1904–1983) nahe. Nach dem Zusammenbruch der UdSSR begann er, monarchistische Ansichten zu vertreten. Er ist Autor und Mitautor von Schulgeschichtslehrbüchern.